# Ретенбах (Округ Рот)
Ретенбах (њем. Röttenbach) општина је у њемачкој савезној држави Баварска. Једно је од 16 општинских средишта округа Рот. Према процјени из 2010. у општини је живјело 2.947 становника. Посједује регионалну шифру (AGS) 9576141.

## Географски и демографски подаци
Ретенбах се налази у савезној држави Баварска у округу Рот. Општина се налази на надморској висини од 372 метра. Површина општине износи 21,7 km². У самом мјесту је, према процјени из 2010. године, живјело 2.947 становника. Просјечна густина становништва износи 136 становника/km².